# Феофілакт (Мойсеєв)
Єпископ Феофілакт (у миру Микола Олексійович Мойсеєв; 30 квітня 1949, Смоленська область — 22 березня 2023) — єпископ Російської Православної Церкви, єпископ Дмитрієвський, вікарій Патріарха Московського і всієї Русі, керуючий Південно-західним вікаріатством міста Москви, намісник Андріївського монастиря у Москві.

## Біографія
Після закінчення середньої школи служив у Збройних Силах.
У 1975 році закінчив Московський історико-архівний інститут і до 1978 року працював старшим науковим співробітником Державного архіву Московської області.
З 1975 по 1990 рік — співробітник Видавничого відділу Московської Патріархії: редактор відділу «Проповідь», «Богословського відділу», завідувач відділу «Церковне життя». У складі науково-дослідницької групи з видання богослужбових книг з 1975 по 1990 рік брав участь у виданні циклу Міней (з 1 по 12 том), інших серійних і неперіодичних видань. Його авторські церковно-історичні статті, дослідження і проповіді опубліковані в «Журналі Московської Патріархії», «Богословських працях» та інших російських та зарубіжних православних виданнях.

### У Троїце-Сергієвій лаврі
З 1978 по 1984 рік навчався в Московській духовній семінарії та Московської духовній академії. Останню закінчив зі ступенем кандидата богослов'я за курсову роботу «Святитель Іов, перший Патріарх Російської Церкви».
6 січня 1982 року висвячений у сан диякона. 28 квітня 1983 року в Троїце-Сергієвій лаврі був пострижений у чернецтво, а 28 серпня того ж року висвячений у сан ієромонаха у Покровському храмі Московської духовної академії.
У 1984—1989 роках викладав у Московських духовних семінарії та академії на кафедрах історії Руської Церкви і Священного Писання Нового Завіту, одночасно був завідувачем бібліотекою академії і помічником інспектора.
4 грудня 1985 року був возведений у сан ігумена.
У 1989 році у зв'язку з відкриттям Київської Духовної семінарії був направлений для організації навчального процесу як ученого секретаря і викладача. У 1990 році повернувся в Троїце-Сергієву Лавру.
З 1991 року був настоятелем повернутого Російській Православній Церкві Гефсиманського Чернігіївського скиту Троїце-Сергієвої лаври.
28 квітня 1995 року Патріархом Алексієм II був зведений в сан архімандрита.

### Єпископ Брянський і Севський
13 березня 2002 року рішенням Священного Синоду призначений бути єпископом Брянським і Севским.
20 квітня 2002 року в Храмі Христа Спасителя за Божественною літургією була здійснена хіротонія архімандрита Феофілакта (Мойсеєва) в єпископа Брянського і Севського. Хіротонію здійснили Патріарх Московський і всієї Русі Алексій II, митрополити Крутицький і Коломенський Ювеналій (Поярков), Смоленський і Калінінградський Кирил (Гундяєв), Сонцегорський Сергій (Фомін), Волоколамський і Юр'ївський Питирим (Нечаєв); архієпископи Нижньогородський і Арзамаський Євген (Ждан), Істрінський Арсеній (Епіфанов), Верейский Євген (Решетніков); єпископи Филипопольський Нифон (Сайкалі) (Антиохійський Патріархат), Орєхово-Зуєвський Олексій (Фролов), Дмитрієвський Олександр (Агриков), Сергієво-Посадський Феогност (Гузиков) і Пермський і Солікамський Іринарх (Грезін). На запрошення Святішого Патріарха Московського і всієї Русі Алексія II у церемонії взяли участь губернатор області Юрій Лодкин і голова обласної Думи Степан Понасов.
6 жовтня 2003 року, за клопотанням Єпископа Феофілакта, підготовчі пастирські курси в Брянську були перетворені в Брянське духовне училище.
З квітня 2005 року — з часу створення Комісії у справах старообрядницьких парафій та взаємодії з cтарообрядництвом при Відділі зовнішніх церковних зв'язків, є її постійним членом, очолюючи в цій комісії робочу групу по діалогах зі старообрядцями.
У 2009 році призначений ректором Брянського єпархіального жіночого училища.
У 2008—2009 роках брав участь у засіданнях осінньо-зимовій сесії Священного Синоду Російської Православної Церкви, а також в Архієрейському та Помісному Соборах.

### Єпископ Дмитровський
28 грудня 2011 року рішенням Священного Синоду призначений єпископом Дмитрієвським, вікарієм Московської єпархії.
16 березня 2013 року розпорядженням Святішого Патріарха Кирила призначений керуючим Південно-західним вікаріатством міста Москви.
16 липня 2013 року рішенням Священного Синоду призначений намісником відродженого Андріївського монастиря в Москві.
Освятив храм на честь Федора Ушакова побудований в «пам'ять воїнів державної безпеки Росії» тобто ВЧК-НКВД-КГБ-ФСБ і відслужив панахиду за жертвами катастрофи літака ТУ-154.

## Громадська діяльність
Був членом Громадської ради Брянської області, Громадської ради при УВС Брянської області, співголова робочої групи з впорядкування та реставрації об'єктів природоохоронного призначення міста Брянськ «Брянський кремль», «Покровська гора», «Чашин курган» при Брянській міській адміністрації.
З 2007 року був головою правління Брянського регіонального громадського фонду «Брянський собор», основним завданням якого було відтворення Троїцького кафедрального собору.

## Церковні нагороди
- Орден преподобного Сергія Радонезького II ступеня (29 серпня 2008)[17]
- Орден преподобного Сергія Радонезького I ступеня (24 травня 2009)[18]
- Орден святого благовірного князя Данила Московського II ступеня (1 липня 2012)[19]

## Праці
- Моисеев Н. «Преподобный Иоасаф Каменский». // Журнал Московской Патриархии. — 1978. — № 9.
- Моисеев Н. «Празднование в Твери. Собор Тверских Святых». // Журнал Московской Патриархии. — 1979.- № 7.
- Моисеев Н. «600 лет победы на Куликовом поле: библиография» // Богословские труды. М., 1981. № 22. С. 178—237.
- Феофилакт (Моисеев), иером. Празднование 40-летия ЖМП // Журнал Московской Патриархии. — 1984. № 1. С. 20-28;
- Феофилакт (Моисеев), иеромонах. «Рождественские поздравления Святейшего Патриарха Пимена: в Троице-Сергиевой Лавре» // Журнал Московской Патриархии. — 1984. — № 3. С. 11-12.
- Феофилакт (Моисеев), игумен, преподаватель МДА. «Слово в день 300-летия Московской Духовной Академии» // Журнал Московской Патриархии. — 1986. — № 3. С. 30-31.
- Феофилакт (Моисеев), игумен, заведующий Библиотекой МДА. «Библиотека Московской Духовной Академии (исторический очерк)» [библ. 13] / Богословские труды. — М., 1986. (Юбилейный сборник).
- Феофилакт (Моисеев), игумен, преподаватель МДА. «Московская Духовная Академия и Троице-Сергиева Лавра (книжность и просвещение)» [библ. 18] / Богословские труды. — М., 1989. № 29. С. 254—259.
- Феофилакт (Моисеев), игумен, преподаватель МДА. «Благоверный князь Димитрий Донской (к 600-летию со дня блаженной кончины (1389—1989)» // Журнал Московской Патриархии. — 1989. — № 3. С. 61-64.
- Феофилакт (Моисеев), игумен. «Празднование собора Всех святых, в земле Российской просиявших» // Вестник Русского Западно-Европейского Патриаршего экзархата. — 1988. — № 116.
- Феофилакт (Моисеев), игумен, преподаватель МДА. «Благоверный князь Димитрий Донской» // Журнал Московской Патриархии. — 1989. — № 4.
- Феофилакт (Моисеев; игум.) «Московская Духовная Академия и Троице-Сергиева Лавра» // Богословские труды. — М.: Издание Московской патриархии. 1989. № 29 с. 254—260
- Феофилакт (Моисеев; игум.) «Слово похвальное всем русским святым» — памятник церковной литературы XVI века // Тысячелетие крещения Руси: Материалы Международной церковной научной конференции «Богословие и духовность» (Москва, 11-18 мая 1987 г.). — М.: Московская Патриархия, 1989. С. 295—299.
- Феофилакт (Моисеев), игумен. «Слово в неделю о Страшном суде» // Журнал Московской Патриархии. — 1990. — № 2. С. 79-80.
- Феофилакт (Моисеев), игум. Святитель Иов — первый русский Патриарх (к 400-летию учреждения патриаршества) // Богословские труды. — 1990. — № 30. — С. 200—240.
- Феофилакт (Моисеев), архимандрит. Святитель Иов — первый Русский Патриарх. — Тверь, 1996. — 112 с.
- Брянский Кафедральный Собор Святой Живоначальной Троицы. — Троице-Сергиева Лавра, 2012.